# Padanien

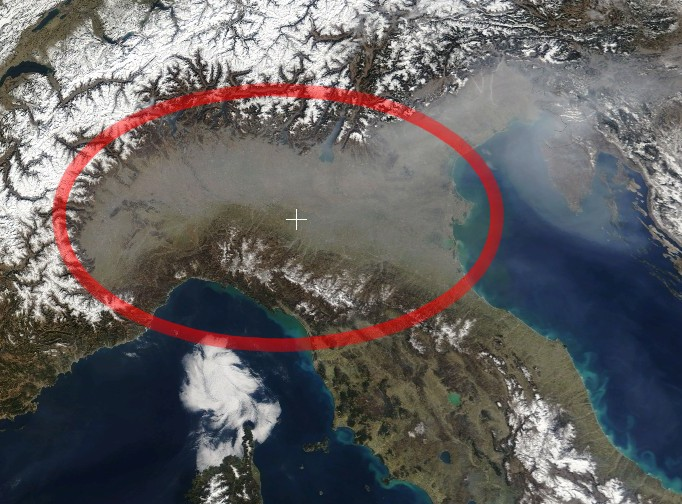
Die Poebene im Satellitenbild

Padanien (italienisch Padania) ist ein seit den 1990er-Jahren von der Partei Lega Nord verwendeter Propagandabegriff. Damit benennt die rechtspopulistische Partei die Regionen Norditaliens und des nördlichen Mittelitaliens, die sich vom „römischen“ Südteil abspalten sollen.

## Begriffsgeschichte

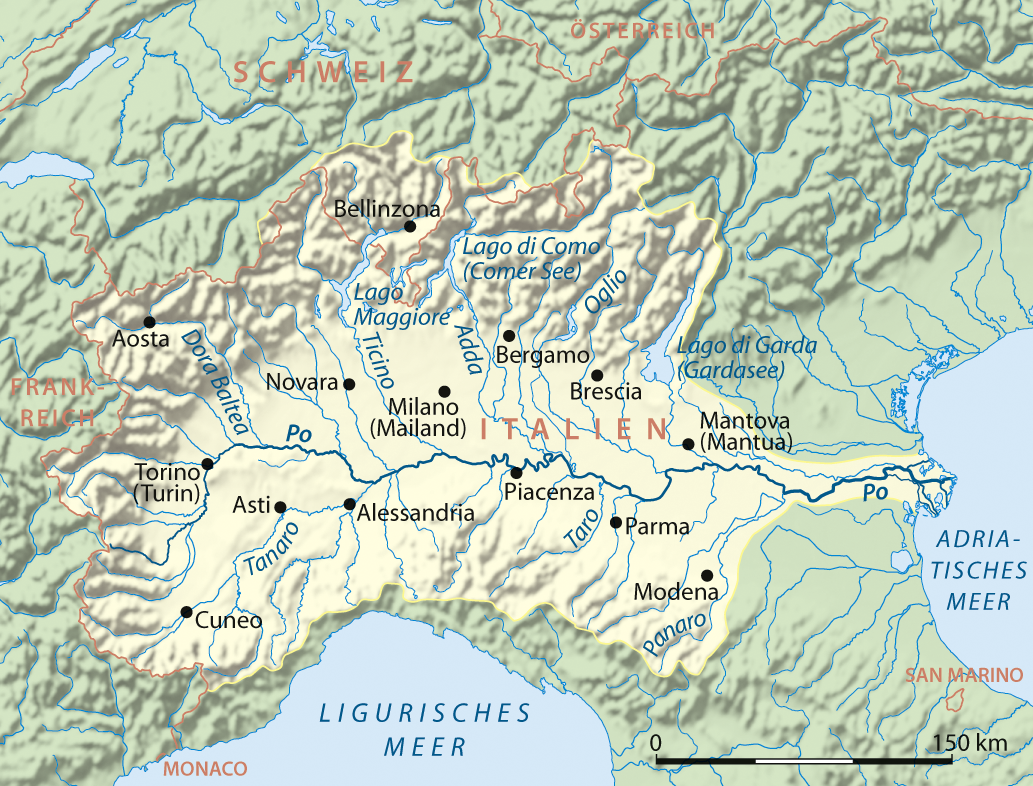
Einzugsgebiet des Po

Italienisch padano (abgeleitet aus dem historischen lateinischen Flussnamen „Padus“ für Po) ist ein Adjektiv mit ursprünglich nur geographischer Bedeutung: zum Po gehörig. Pianura padana oder Val padana (Tal des Po) bezeichnet die Poebene.

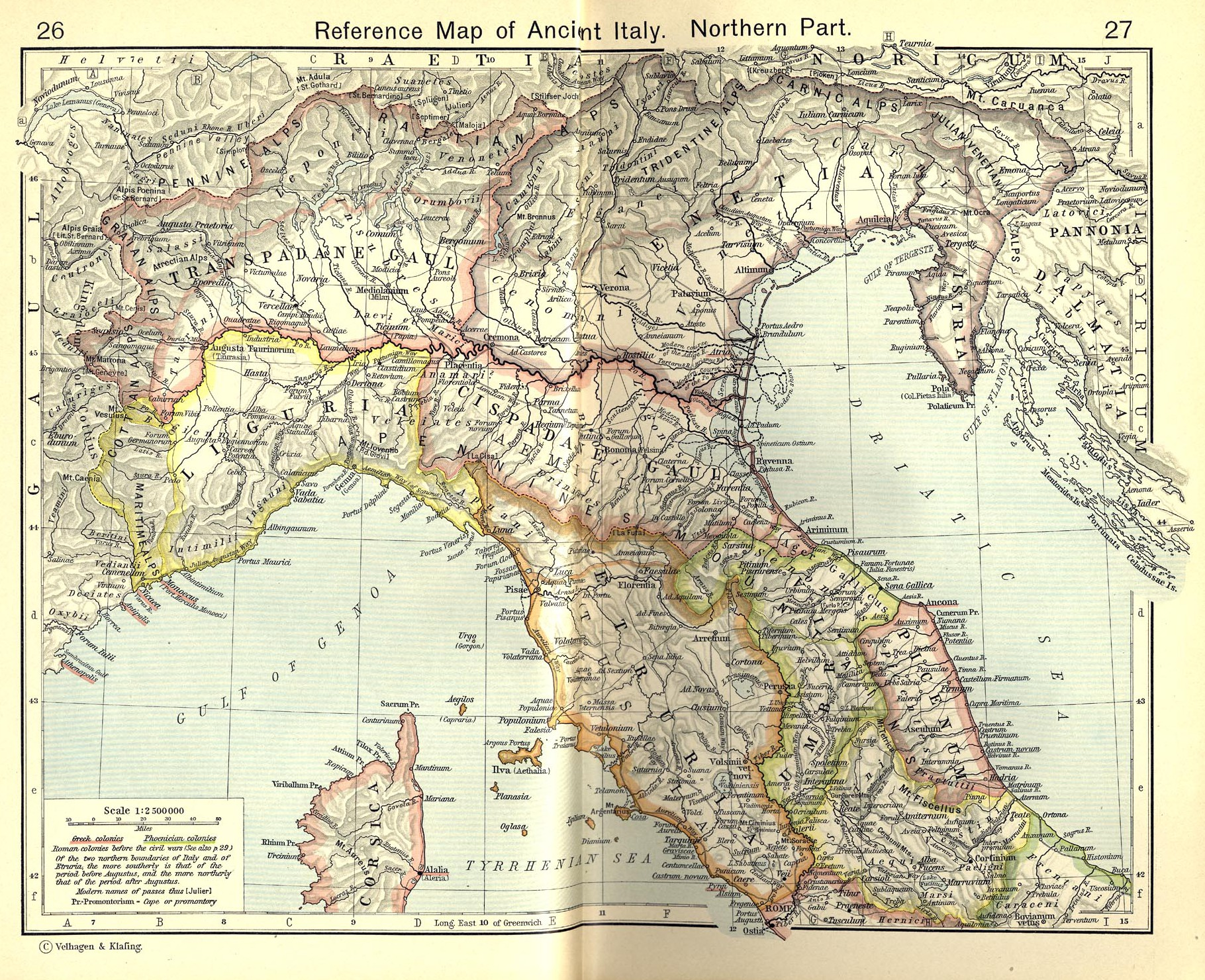
Antike Regionen in Norditalien

Historisch geht der Begriff auf die vor der römischen Eroberung von Kelten besiedelten Gebiete Gallia cispadana und Gallia transpadana (und von Rom aus gesehen dies- bzw. jenseits des Po) im Altertum zurück. In der Neuzeit fand ein ähnlicher Begriff 1796 erstmals Anwendung, als Napoleons französische Revolutionsheere die Cispadanische Republik gründeten. Sie und die ebenfalls gegründete Transpadanische Republik (Lombardische Republik) wurden jedoch schon 1797 als Cisalpinische Republik zusammengeschlossen, die ab 1802 als Italienische Republik bezeichnet wurde.
Ferner wurde der Begriff vereinzelt in der Linguistik verwendet, um das Gebiet der gallo-italischen Dialekte zu bezeichnen, das sich nicht auf die Oberitalienische Tiefebene beschränkt, sondern den gesamten Bereich Oberitaliens einschließlich des Alpenanteils und Liguriens umfasst.
Vermutlich der erste, der den Begriff Padania in den 1960er-Jahren poetisch verwendete, war der Mailänder Sportjournalist Gianni Brera, der damit ungefähr das cisalpine Gallien Catos meinte.
In den 1960er und 1970er Jahren war Padania nur ein geografisches Synonym für die Poebene, die nach dem Zweiten Weltkrieg die am stärksten industrialisierte Großregion Italiens wurde.
1975 benutzte Guido Fanti, der damalige Präsident der Region Emilia-Romagna, in der Tageszeitung La Stampa das Wort erstmals im Sinn eines regionalpolitischen Konzepts. Dann verwendeten Giuseppe De Rita und der Journalist Indro Montanelli den Begriff. Alle diese Verwendungen, beschränkt auf die Poebene, entsprachen nicht der Bedeutung, die die Lega dem Schlagwort geben sollte.

## Padanien und die Lega Nord

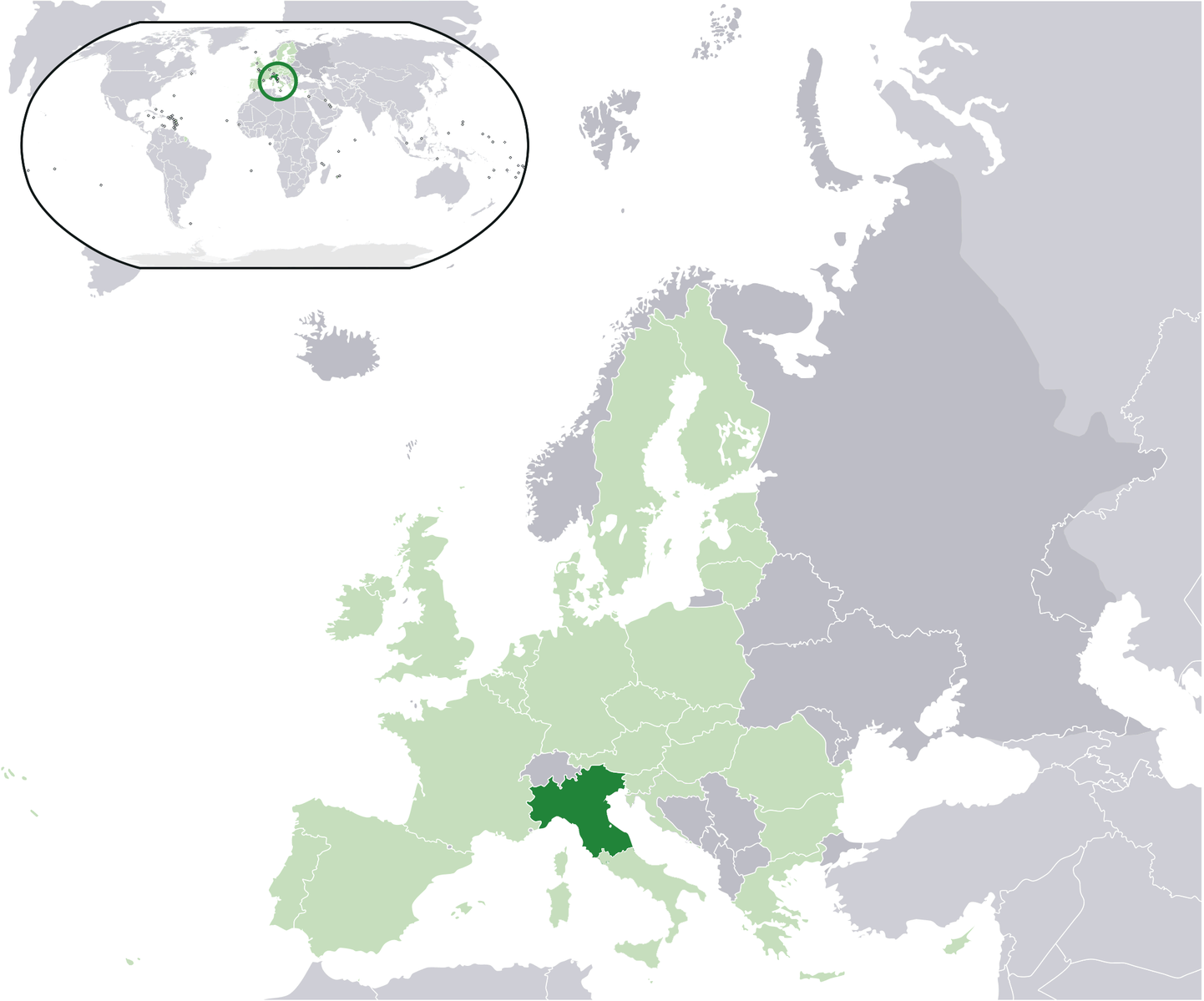
Padanien nach den Vorstellungen der Lega Nord.

„Staatsflagge“ der padanischen Separatisten

In den 1990er-Jahren wurde der Begriff Padanien von Gianfranco Miglio, dem Chefideologen der damals sezessionistisch auftretenden Partei Lega Nord, aufgegriffen, um den wirtschaftlich starken Norden Italiens zu bezeichnen und seine eigenständige Identität zu untermauern. Dazu gehört auch die Ausarbeitung einer Ideologie, deren Grundlage die Erfindung einer „padanischen Nation“ bildet, die sich u. a. auf das Keltentum sowie den mittelalterlichen Lombardenbund und seinen Kampf gegen den Stauferkaiser Friedrich I. Barbarossa beruft. So erinnern Vertreter der Lega regelmäßig an den Schwur von Pontida (1167) und die Schlacht von Legnano (1176).
Später wurde Padanien parteiintern auch auf die Regionen Mittelitaliens ausgedehnt, mit Ausnahme Latiums. Entsprechend den Vorstellungen der Lega Nord sollte Padanien folgende Regionen („Nationen“ genannt) umfassen:
| Region bzw. „Nation“    | Einwohner 2009 | Fläche (km²) |
| ----------------------- | -------------- | ------------ |
| Lombardei               | 9.781.682      | 23.863       |
| Venetien                | 4.899.371      | 18.399       |
| Piemont                 | 4.440.226      | 25.402       |
| Toskana                 | 3.720.366      | 22.994       |
| Emilia                  | 3.261.959      | 17.354       |
| Ligurien                | 1.615.441      | 5.422        |
| Marken                  | 1.573.445      | 9.366        |
| Friaul-Julisch Venetien | 1.232.291      | 7.858        |
| Romagna                 | 1.095.205      | 5.092        |
| Umbrien                 | 897.611        | 8.456        |
| Trentino                | 519.800        | 6.207        |
| Südtirol                | 500.030        | 7.400        |
| Aostatal                | 127.430        | 3.263        |
| Padanien gesamt         | 33.665.857     | 161.076      |

Zusammen kommen die Regionen Padaniens auf ein Bruttoinlandsprodukt von 930.245 Mio. €, das entspricht einem Pro-Kopf-Einkommen von 28.565 € (Jahr 2005; zum Vergleich Deutschland 27.219 € und Frankreich 27.348 €).
Am 15. September 1996 rief Umberto Bossi in Venedig „offiziell“ die „Unabhängigkeit der Bundesrepublik Padanien“ aus. Bald darauf entstand auch ein Parlament von Padanien, das aber weder von der italienischen noch von anderen Regierungen oder internationalen Organisationen anerkannt wird.

### „Parlament“
Im Jahr 1997 organisierte die Lega Nord die „ersten Wahlen für ein padanisches Parlament“, an denen sich nach Parteiangaben beinahe 5 Millionen Norditaliener beteiligten. Die Stadt Mantua wurde zum Sitz des neuen Parlaments bestimmt.
Ergebnisse der „ersten Wahlen für ein padanisches Parlament“
Die Wähler konnten sich zwischen einer Vielzahl von padanischen Parteien entscheiden:
- Matteo Salvini war der Kandidat der Kommunistischen Partei Padaniens (5 von 210 Sitzen);
- Roberto Maroni, Marco Formentini, Giovanni Meo Zilio (ein ex-Sozialist und -Partisane), Franco Colleoni und Mariella Mazzetto gründeten die Europäische Demokraten-Padanische Arbeiterpartei (52 Sitze);
- eine Gruppe venetischer Leghisti gründeten die venetischen Padanischen Löwen (14 Sitze);
- Giuseppe Leoni und Roberto Ronchi gründeten die christdemokratischen Padanischen Katholiken (20 Sitze);
- Giancarlo Pagliarini, Vito Gnutti, Roberto Cota und Massimo Zanello führten die liberal-konservative, nach dem Vorbild der Forza Italia gegründete Liberaldemokraten-Forza Padania (50 Sitze), die zu den Befürwortern der Zugehörigkeit zu Silvio Berlusconis Parteienbündnis Casa delle Libertà gehörte.
- Marco Pottino gründete die Partei Liberal-libertäres Padanien (12 Sitze);
- Erminio Boso führte die agrarisch-konservative Padanische Landwirtschaftsunion für Umwelt, Jagd und Fischfang (5 Sitze);
- Enzo Flego und Walter Gherardini gründeten die national-konservative Padanische Rechte (27 Sitze);
- auch der nicht-leghista und Politiker der italienischen Radikalen Benedetto Della Vedova wurde für eine libertär-wirtschaftsliberale Liste gewählt, während hingegen der grüne Kammerabgeordnete Nando Dalla Chiesa erfolglos in Mailand kandidierte.

Das Parlament verschwand sehr rasch in der Bedeutungslosigkeit. Es wurde jedoch im Jahre 2007 unter dem neuen Namen „Parlament des Nordens“ (Parlamento del Nord) reaktiviert und fungiert nun mehr als internes Organ der Lega Nord. Bis 2011 befand es sich in Vicenza, seit 2012 in Sarego.

### „Nationalhymne“
Die Lega Nord versucht, das Lied Va, pensiero, sull'ali dorate, den Gefangenenchor aus Giuseppe Verdis Oper Nabucco, als sogenannte „Nationalhymne Padaniens“ für sich zu reklamieren. Das Lied wird auch bei sämtlichen Veranstaltungen der Partei gespielt. Parteichef Umberto Bossi schlug mehrmals vor, Verdis Chor anstelle von Fratelli d’Italia zur neuen italienischen Nationalhymne zu machen, mit Verweis auf dessen (umstrittene) Bedeutung als Symbol der italienischen Nationalbewegung im 19. Jahrhundert.

### Entwicklung
Die Abspaltung Padaniens von Italien wurde im Vorfeld der italienischen Parlamentswahlen 2001 auf Eis gelegt.
Die Lega Nord arbeitet deshalb seither als regulärer Teil des italienischen Parteiensystems, von 2001 bis 2006 und wieder ab 2008 sogar als Regierungspartei, an der Verwirklichung einer föderalistischen Ordnung in Italien mit großer Macht für die einzelnen Regionen und damit indirekt auch für die Autonomie Padaniens. Offiziell bezeichnete sich die Partei als „Liga Nord für die Unabhängigkeit Padaniens“, seit den Parlamentswahlen 2018 ist das „Nord“ aus dem Namen verschwunden, die Partei nennt sich nur noch „Lega“, um auch in Unteritalien Wählerstimmen zu erhalten. 
Im Dezember 2011 berief Lega-Nord-Chef Umberto Bossi erneut eine Versammlung des „Parlaments des Nordens“ in Vicenza ein. Bei diesem Treffen präsentierte Bossi eine Landkarte, die das Padanien seiner Vorstellungen illustrierte. Demnach sollte Padanien ein Vielvölker-Staat werden, dem sowohl Italiener als auch Franzosen (Savoyen, das bis 1860 ein Teil des Königreiches Sardinien-Piemont war), Schweizer, Österreicher und Deutsche (Freistaat Bayern) angehören. Zudem forderte er von jedem Mitglied seiner Partei, sich dem wohlstandsseparatistischen Kampf anzuschließen. Italienischen Medien zufolge sei Bossis Idee „folkloristisch“ und mehr Wunschdenken, dennoch spiegele seine Konstruktion eines Wohlstandsstaats, der den großen Euro-Ländern gleichwertig ist, Wünsche und Hoffnungen mancher Norditaliener wider. Gerade angesichts der Eurokrise und der unter Druck Deutschlands und anderer „Nord-Euro“-Länder zustande gekommenen Sparmaßnahmen der Regierung Monti zur Verbesserung der Haushaltssituation versprach sich Bossi Chancen für seine Staatsneugründung. Allerdings waren diese utopischen Forderungen auch innerhalb der Lega umstritten.
Des Weiteren hegte die Lega Nord nicht nur den Gedanken der staatlichen Abspaltung, sondern hatte auch das Verlangen nach einer eigenen padanischen Währung anstelle des Euro.

## Sonstiges
1999 war ein Computervirus namens „Padania“ im Umlauf, dessen Quelltext pro-padanische Nachrichten enthielt. Es hängt nicht mit dem älteren und weniger bedeutenden MS-DOS-Virus desselben Namens zusammen.
Die britische Wochenzeitschrift The Economist malte im April 2010 ihre eigene Europakarte, um die politischen und wirtschaftlichen Verhältnisse des Kontinents infolge der Finanzkrise zu verdeutlichen. Darin wurde Italien in Nord und Süd aufgeteilt. Hauptstadt des Nordstaates sollte Venedig, das Staatsoberhaupt ein Doge sein.
In den Jahren 2011 und 2012 wurde das Straßenradrennen Giro di Padania ausgetragen, dessen Erstaustragung Anlass für zum Teil handgreifliche Auseinandersetzungen zwischen Befürwortern der Einheit Italiens und Teilnehmern des Wettbewerbs war.